# Лауреаты Премии Правительства Российской Федерации в области науки и техники (2013)
Лауреаты Премии Правительства Российской Федерации в области науки и техники 2013 года — перечень награждённых   правительственной наградой Российской Федерации, присужденной за достижения в науке и технике в 2013 году.
Постановлением Правительства Российской Федерации от 26 августа 2004 года № 439 уменьшено число премий и максимально допустимое число лауреатов каждой премии и значительно увеличена сумма премии. Согласно этому Постановлению, с 2005 года присуждалось не более 40 премий (в том числе 10 премий за работы в сфере обороны и безопасности), каждая в размере 1 миллион рублей. Авторский коллектив каждой работы был ограничен 10 претендентами.
Лауреаты определены Постановлением Правительства от 20 февраля 2014 г. N 230-р.

## Легенда
Приводятся данные по премированной работе; фамилии лауреатов, их должность и место работы; номер абзаца в Постановлении

## Лауреаты
| номер | Лауреаты | Премированная работа |
| ----- | --- | --- |
| 1.    | Иноземцеву Александру Александровичу, доктору технических наук, профессору, управляющему директору открытого акционерного общества «Авиадвигатель», руководителю работы, Сулимову Даниилу Дмитриевичу, Хайруллину Михаилу Фаритовичу, заместителям генерального конструктора — главным конструкторам, Хайрулину Тахиру Наильевичу, заместителю главного конструктора — директору программы, — работникам того же акционерного общества; Бурдюгову Сергею Ивановичу, кандидату технических наук, заместителю генерального конструктора — главному конструктору открытого акционерного общества "Научно-производственное объединение «Искра»; Гудкину Тимофею Семеновичу, кандидату физико-математических наук, главному специалисту общества с ограниченной ответственностью «ЛУКОЙЛ-Энергоинжиниринг»; Инюшину Николаю Владимировичу, бывшему вице-президенту открытого акционерного общества «Глобалстрой-Инжиниринг»; Медведеву Сергею Владимировичу, главному механику — начальнику управления открытого акционерного общества «Сургутнефтегаз»; Худорожкову Александру Викторовичу, генеральному директору общества с ограниченной ответственностью «Спутник-Комплектация»; Шамсуарову Азату Ангамовичу, кандидату технических наук, вице-президенту открытого акционерного общества "Нефтяная компания «ЛУКОЙЛ» | за создание и внедрение газотурбинных электростанций серии «Урал» для работы на нефтяном попутном газе |
| 2.    | Башуку Денису Николаевичу, генеральному директору открытого акционерного общества «Вторая генерирующая компания оптового рынка электроэнергии», руководителю работы, Андрееву Юрию Владимировичу, директору филиала — Киришская ГРЭС, Рассказову Василию Ивановичу, начальнику отдела того же филиала, — работникам того же акционерного общества; Долину Юрию Ефимовичу, заместителю генерального директора общества с ограниченной ответственностью «Газпром энергохолдинг», Федорову Денису Владимировичу, кандидату экономических наук, генеральному директору, Шацкому Павлу Олеговичу, первому заместителю генерального директора, — работникам того же общества с ограниченной ответственностью; Земляному Евгению Николаевичу, начальнику отдела открытого акционерного общества «Газпром», Селезневу Кириллу Геннадьевичу, кандидату экономических наук, начальнику департамента того же акционерного общества; Кирилиной Анастасии Васильевне, кандидату технических наук, заведующей отделением открытого акционерного общества «Всероссийский дважды ордена Трудового Красного Знамени Теплотехнический научно-исследовательский институт»; Тарасову Дмитрию Александровичу, первому заместителю генерального директора открытого акционерного общества «ЭнергоМашиностроительный Альянс» | за разработку и реализацию технологических решений модернизации газомазутных тепловых электростанций |
| 3.    | Накорякову Владимиру Елиферьевичу, академику, профессору, советнику Российской академии наук, руководителю работы; Барташевич Марии Владимировне, кандидату физико-математических наук, научному сотруднику федерального государственного бюджетного учреждения науки Институт теплофизики им. С. С. Кутателадзе Сибирского отделения Российской академии наук, Горшкову Валерию Гавриловичу, ведущему инженеру, Григорьевой Нине Ильиничне, доктору технических наук, бывшему главному научному сотруднику, Елистратову Сергею Львовичу, доктору технических наук, старшему научному сотруднику, Мухину Дмитрию Геннадьевичу, конструктору, — работникам того же учреждения; Волковой Ольге Владимировне, доктору технических наук, доценту, профессору кафедры Института холода и биотехнологий федерального государственного бюджетного образовательного учреждения высшего профессионального образования «Санкт-Петербургский национальный исследовательский университет информационных технологий, механики и оптики», Тимофеевскому Леониду Сергеевичу, доктору технических наук, профессору, бывшему заведующему кафедрой того же института того же учреждения; Мальковой Александре Владимировне, директору общества с ограниченной ответственностью «ОКБ Теплосибмаш»; Попову Александру Васильевичу, кандидату технических наук (посмертно) | за разработку и внедрение абсорбционных термотрансформаторов |
| 4.    | Саркисову Ашоту Аракеловичу, академику, профессору, советнику Российской академии наук, руководителю работы; Антипову Сергею Викторовичу, доктору технических наук, доценту, заместителю директора федерального государственного бюджетного учреждения науки Институт проблем безопасного развития атомной энергетики Российской академии наук, Большову Леониду Александровичу, члену-корреспонденту Российской академии наук, директору, Кобринскому Михаилу Натановичу, кандидату физико-математических наук, заведующему лабораторией, — работникам того же учреждения; Гонцарюку Николаю Ивановичу, ведущему инженеру — конструктору открытого акционерного общества «Ордена Ленина Научно-исследовательский и конструкторский институт энерготехники имени Н. А. Доллежаля», Мазокину Василию Александровичу, кандидату технических наук, заместителю начальника отдела — начальнику конструкторского бюро, Пименову Александру Олеговичу, кандидату технических наук, заместителю директора — генерального конструктора, — работникам того же акционерного общества; Захарчеву Анатолию Александровичу, руководителю проектного офиса Государственной корпорации по атомной энергии «Росатом»; Кухаркину Николаю Евгеньевичу, кандидату технических наук, доценту, советнику директора федерального государственного бюджетного учреждения "Национальный исследовательский центр «Курчатовский институт», Степеннову Борису Семеновичу, начальнику отдела того же учреждения | за разработку научно-технических основ и информационно-аналитическое обеспечение ликвидации ядерного наследия на Северо-Западе России |
| 5.    | Волошину Алексею Эдуардовичу, кандидату физико-математических наук, заместителю директора федерального государственного бюджетного учреждения науки Институт кристаллографии им. А. В. Шубникова Российской академии наук, руководителю работы, Каневскому Владимиру Михайловичу, кандидату физико-математических наук, старшему научному сотруднику, заместителю директора, Маноменовой Вере Львовне, научному сотруднику, Рудневой Елене Борисовне, кандидату физико-математических наук, ведущему научному сотруднику, — работникам того же учреждения; Родионову Алексею Игоревичу, кандидату физико-математических наук, техническому директору закрытого акционерного общества "Научно-технический центр «Реагент», Родионову Игорю Дмитриевичу, доктору физико-математических наук, главному конструктору того же акционерного общества | за разработку новых кристаллических материалов оптики ультрафиолетового диапазона и монофотонных приборов на их основе |
| 6.    | Коржавину Георгию Анатольевичу, доктору технических наук, профессору, генеральному директору открытого акционерного общества "Концерн «Гранит-Электрон», руководителю работы; Ковалеву Александру Павловичу, доктору технических наук, профессору, заведующему кафедрой федерального государственного автономного образовательного учреждения высшего профессионального образования «Санкт-Петербургский государственный университет аэрокосмического приборостроения», Оводенко Анатолию Аркадьевичу, доктору технических наук, профессору, ректору, Хименко Виталию Ивановичу, доктору технических наук, профессору, первому проректору, — работникам того же учреждения; Окрепилову Владимиру Валентиновичу, академику, профессору, генеральному директору федерального бюджетного учреждения «Государственный региональный центр стандартизации, метрологии и испытаний в г. Санкт-Петербурге и Ленинградской области»; Охтилеву Михаилу Юрьевичу, доктору технических наук, профессору, заместителю генерального конструктора закрытого акционерного общества «СКБ Орион»; Рудскому Андрею Ивановичу, члену-корреспонденту Российской академии наук, профессору, ректору федерального государственного бюджетного образовательного учреждения высшего профессионального образования «Санкт-Петербургский государственный политехнический университет» | за разработку и внедрение новых интеллектуальных технологий пространственно-временного управления динамикой сложных технических систем в условиях неопределенности и конфликтной информационной обстановки                                                                     |
| 7.    | Сонькину Михаилу Аркадьевичу, доктору технических наук, доценту, заведующему кафедрой Института кибернетики федерального государственного бюджетного образовательного учреждения высшего профессионального образования «Национальный исследовательский Томский политехнический университет», руководителю работы, Ямпольскому Владимиру Захаровичу, доктору технических наук, профессору-консультанту кафедры того же института того же учреждения; Гринемаеру Вячеславу Викторовичу, Печерской Елене Ивановне, Сергейчику Станиславу Алексеевичу, заместителям директора общества с ограниченной ответственностью «ИНКОМ», Харламову Александру Михайловичу, кандидату военных наук, ведущему специалисту того же общества с ограниченной ответственностью; Шелупанову Александру Александровичу, доктору технических наук, профессору, проректору федерального государственного бюджетного образовательного учреждения высшего профессионального образования «Томский государственный университет систем управления и радиоэлектроники» | за разработку и внедрение территориально распределенных интегрированных систем мониторинга, оповещения и управления |
| 8.    | Крылову Владимиру Николаевичу, кандидату технических наук, заместителю управляющего директора — руководителю проекта «Инструментальный завод» открытого акционерного общества "Научно-производственное объединение «Сатурн», руководителю работы, Митрофановой Валентине Васильевне, инженеру-конструктору, Стогову Владимиру Сергеевичу, директору производства, Цветкову Егору Викторовичу, кандидату технических наук, начальнику бюро, — работникам того же акционерного общества; Анфиногенову Ярославу Валентиновичу, заместителю начальника производства общества с ограниченной ответственностью "Совместное предприятие «СТАНКОВЕНДТ», Гудкову Александру Александровичу, главному конструктору того же общества с ограниченной ответственностью; Довгалю Алексею Николаевичу, заместителю генерального директора открытого акционерного общества «Волжский абразивный завод»; Полетаеву Валерию Алексеевичу, доктору технических наук, профессору, ректору федерального государственного бюджетного образовательного учреждения высшего профессионального образования «Рыбинский государственный авиационный технический университет имени П. А. Соловьева»; Рябцеву Сергею Александровичу, доктору технических наук, ведущему научному сотруднику научно-исследовательского центра «Новые технологии и инструменты» федерального государственного бюджетного образовательного учреждения высшего профессионального образования "Московский государственный технологический университет «СТАНКИН», Старкову Виктору Константиновичу, доктору технических наук, профессору, главному научному сотруднику того же центра того же учреждения | за разработку технологии, оборудования и инструмента для производства сложнопрофильных, высокоточных поверхностей машиностроительных деталей и создание высокотехнологичного интегрированного производства газовых турбин авиационных двигателей пятого поколения              |
| 9.    | Архарову Алексею Михайловичу, доктору технических наук, профессору, заведующему кафедрой федерального государственного бюджетного образовательного учреждения высшего профессионального образования «Московский государственный технический университет имени Н. Э. Баумана», руководителю работы, Архарову Ивану Алексеевичу, доктору технических наук, профессору, проректору, Матвееву Валерию Александровичу, доктору технических наук, профессору, руководителю Научно-Учебного Комплекса «Информатика и системы управления» МГТУ им. Н. Э. Баумана, — работникам того же учреждения; Борзенко Евгению Ивановичу, доктору технических наук, профессору, заведующему кафедрой Института холода и биотехнологий федерального государственного бюджетного образовательного учреждения высшего профессионального образования «Санкт-Петербургский национальный исследовательский университет информационных технологий, механики и оптики»; Буториной Антонине Валентиновне, доктору медицинских наук, профессору, главному научному сотруднику государственного бюджетного образовательного учреждения высшего профессионального образования «Российский национальный исследовательский медицинский университет имени Н. И. Пирогова» Министерства здравоохранения Российской Федерации; Капралову Петру Алексеевичу, ведущему технологу общества с ограниченной ответственностью «Хром», Колпакову Михаилу Юрьевичу, кандидату технических наук, начальнику производства, Савинову Михаилу Юрьевичу, доктору технических наук, профессору, генеральному директору, — работникам того же общества с ограниченной ответственностью; Лосякову Николаю Петровичу, кандидату технических наук, старшему научному сотруднику автономной некоммерческой организации «Учебно-научный центр „Криоконсул“ при МГТУ имени Н. Э. Баумана»; Смородину Анатолию Ивановичу, доктору технических наук, профессору, заместителю директора Инновационного научно-технического центра Открытого акционерного общества криогенного машиностроения | за разработку и внедрение высокоэффективного технологического оборудования для производства сверхчистых газов |
| 10.   | Апполонову Евгению Михайловичу, доктору технических наук, профессору, заместителю генерального директора федерального государственного унитарного предприятия «Крыловский государственный научный центр», руководителю работы, Беляшову Валерию Адамовичу, кандидату технических наук, ведущему научному сотруднику — главному конструктору, Симонову Юрию Андреевичу, кандидату технических наук, заместителю начальника отделения — главному инженеру проектов, — работникам того же предприятия; Евенко Владимиру Ивановичу, начальнику управления федерального автономного учреждения «Российский морской регистр судоходства»; Игошину Евгению Викторовичу, кандидату технических наук, доценту, советнику генерального директора общества с ограниченной ответственностью «Балтийский завод — Судостроение», Чекризову Владимиру Гелиевичу, начальнику Технического центра проектирования судов — главному конструктору того же общества с ограниченной ответственностью; Максименко Михаилу Романовичу, генеральному директору открытого акционерного общества "Внешнеэкономическое объединение «Судоимпорт»; Полякову Юрию Владимировичу, заместителю начальника управления — начальнику отдела федерального государственного унитарного предприятия «Росморпорт», Тарасову Павлу Викторовичу, капитану-наставнику Северо-Западного бассейнового филиала, Штрамбранду Владимиру Ильичу, начальнику управления, — работникам того же предприятия | за создание на отечественной научно-производственной базе дизель-электрических ледоколов нового поколения (проект 21900), обеспечивших за счет эффективных инновационных технических решений безопасность и ритмичность навигации в Балтийском море в тяжелых ледовых условиях |
| 11.   | Маркелову Виталию Анатольевичу, кандидату технических наук, заместителю председателя Правления открытого акционерного общества «Газпром», руководителю работы, Хану Сергею Александровичу, кандидату технических наук, заместителю начальника департамента — начальнику управления, Шамшину Виталию Ивановичу, кандидату технических наук, заместителю начальника отдела, — работникам того же акционерного общества; Даниленко Виталию Никифоровичу, кандидату технических наук, директору закрытого акционерного общества Научно-производственная фирма «Геофизические исследования, технология, аппаратура, сервис»; Дубенко Валерию Евсеевичу, кандидату технических наук, доценту, директору научного центра по строительству и реконструкции скважин открытого акционерного общества «Северо-Кавказский научно-исследовательский проектный институт природных газов»; Зубареву Алексею Павловичу, кандидату геолого-минералогических наук, заместителю генерального директора — главному геологу общества с ограниченной ответственностью «Газпром ПХГ», Шилову Сергею Викторовичу, кандидату экономических наук, генеральному директору того же общества с ограниченной ответственностью | за создание, освоение и промышленное внедрение комплекса диагностической аппаратуры и системы экспертизы промышленной безопасности для продления срока безопасной эксплуатации газовых скважин подземных хранилищ газа                                                         |
| 12.   | Яценко Григорию Григорьевичу, доктору геолого-минералогических наук, генеральному директору открытого акционерного общества "Научно-производственный центр по геофизическим работам «Тверьгеофизика», руководителю работы, Еникеевой Фаузии Хасановне, доктору технических наук, заведующей отделением того же акционерного общества; Бернштейну Александру Михайловичу, Криману Эльдару Израиловичу, кандидатам технических наук, заместителям генерального директора закрытого акционерного общества «НТЦ ГЕОТЕХНОКИН», Хисметову Тофику Велиевичу, доктору технических наук, председателю совета директоров того же акционерного общества; Боголюбову Евгению Петровичу, научному руководителю по направлению федерального государственного унитарного предприятия «Всероссийский научно-исследовательский институт автоматики им. Н. Л. Духова», Юркову Дмитрию Игоревичу, кандидату технических наук, первому заместителю руководителя Научно-производственного центра импульсной техники — заместителю главного конструктора — начальнику комплекса того же предприятия; Брехунцову Анатолию Михайловичу, доктору геолого-минералогических наук, генеральному директору открытого акционерного общества «Сибирский научно-аналитический центр»; Рустамову Игорю Фаигоглы, кандидату технических наук, генеральному директору открытого акционерного общества «Оренбургнефть», Хальзову Александру Анатольевичу, кандидату технических наук, главному геологу того же акционерного общества | за разработку и внедрение эффективного управления производством нефтегазодобычи и доразведки залежей углеводородов на основе данных комплекса скважинных спектрометрических ядерно-физических методов исследований                                                             |
| 13.   | Козловскому Евгению Александровичу, доктору технических наук, профессору, главному научному сотруднику федерального государственного бюджетного образовательного учреждения высшего профессионального образования «Российский государственный геологоразведочный университет имени Серго Орджоникидзе», руководителю работы, Лисову Василию Ивановичу, доктору экономических наук, профессору, ректору, Цейслеру Виктору Мартыновичу, доктору геолого-минералогических наук, профессору кафедры, — работникам того же учреждения; Горохову Сергею Леонидовичу, заместителю директора общества с ограниченной ответственностью «Институт геолого-экономических проблем»; Кременецкому Александру Александровичу, доктору геолого-минералогических наук, директору федерального государственного унитарного предприятия «Институт минералогии, геохимии и кристаллохимии редких элементов»; Машковцеву Григорию Анатольевичу, доктору геолого-минералогических наук, профессору, генеральному директору федерального государственного унитарного предприятия «Всероссийский научно-исследовательский институт минерального сырья им. Н. М. Федоровского»; Рундквисту Дмитрию Васильевичу, академику, советнику Российской академии наук; Трофимову Виктору Титовичу, доктору геолого-минералогических наук, профессору, проректору федерального государственного бюджетного образовательного учреждения высшего профессионального образования «Московский государственный университет имени М. В. Ломоносова»; Чесалову Леониду Евгеньевичу, доктору технических наук, директору федерального государственного унитарного предприятия Государственного научного центра Российской Федерации «Всероссийский научно-исследовательский институт геологических, геофизических и геохимических систем» | за разработку и создание «Российской геологической энциклопедии» |
| 14.   | Крылову Владимиру Викторовичу, академику, профессору, заведующему отделением государственного бюджетного учреждения здравоохранения города Москвы «Научно-исследовательский институт скорой помощи им. Н. В. Склифосовского Департамента здравоохранения города Москвы», руководителю работы, Гриню Андрею Анатольевичу, доктору медицинских наук, ведущему научному сотруднику того же учреждения; Гуще Артему Олеговичу, доктору медицинских наук, заведующему отделением федерального государственного бюджетного учреждения «Научный центр неврологии» Российской академии медицинских наук; Евзикову Григорию Юльевичу, доктору медицинских наук, профессору кафедры государственного бюджетного образовательного учреждения высшего профессионального образования Первый Московский государственный медицинский университет имени И. М. Сеченова Министерства здравоохранения Российской Федерации; Коновалову Николаю Александровичу, Кушелю Юрию Вадимовичу, Шкарубо Алексею Николаевичу, докторам медицинских наук, ведущим научным сотрудникам федерального государственного бюджетного учреждения «Научно-исследовательский институт нейрохирургии имени академика Н. Н. Бурденко» Российской академии медицинских наук, Тиссену Теодору Петровичу, доктору медицинских наук, профессору, главному научному сотруднику, Шевелеву Ивану Николаевичу, доктору медицинских наук, профессору, руководителю отделения, — работникам того же учреждения; Шулеву Юрию Алексеевичу, доктору медицинских наук, профессору кафедры государственного бюджетного образовательного учреждения высшего профессионального образования «Северо-Западный государственный медицинский университет имени И. М. Мечникова» Министерства здравоохранения Российской Федерации | за разработку и внедрение в клиническую практику комплекса методов минимально инвазивной нейрохирургии при заболеваниях и травмах спинного мозга и позвоночника |
| 15.   | Сергиенко Валерию Ивановичу, академику, профессору, директору федерального государственного бюджетного учреждения науки «Научно-исследовательский институт физико-химической медицины Федерального медико-биологического агентства», руководителю работы; Безмену Виктору Георгиевичу, заместителю генерального директора общества с ограниченной ответственностью «Национальная исследовательская компания», Киселеву Алексею Витальевичу, начальнику отдела, Троценко Роману Викторовичу, кандидату экономических наук, финансовому консультанту, Якимуку Павлу Васильевичу, старшему научному сотруднику, — работникам того же общества с ограниченной ответственностью; Занину Анатолию Михайловичу, кандидату химических наук, Стовбуну Сергею Витальевичу, доктору физико-математических наук, старшим научным сотрудникам федерального государственного бюджетного учреждения науки Институт химической физики им. Н. Н. Семенова Российской академии наук; Калининой Татьяне Сергеевне, доктору биологических наук, ведущему научному сотруднику федерального государственного бюджетного учреждения «Научно-исследовательский институт фармакологии имени В. В. Закусова» Российской академии медицинских наук; Михайлову Альфе Ивановичу, доктору химических наук, профессору, заведующему лабораторией федерального государственного бюджетного учреждения науки Институт проблем химической физики Российской академии наук; Соловьеву Валерию Викторовичу (посмертно) | за создание, производство и внедрение в медицинскую практику инновационного отечественного противовирусного препарата Панавир |
| 16.   | Кубышкину Валерию Алексеевичу, академику, профессору, директору федерального государственного бюджетного учреждения «Институт хирургии имени А. В. Вишневского» Министерства здравоохранения Российской Федерации, руководителю работы, Вишневскому Владимиру Александровичу, доктору медицинских наук, профессору, заведующему отделением, Чжао Алексею Владимировичу, доктору медицинских наук, профессору, заместителю директора, — работникам того же учреждения; Альперовичу Борису Ильичу, доктору медицинских наук, профессору кафедры государственного бюджетного образовательного учреждения высшего профессионального образования «Сибирский государственный медицинский университет» Министерства здравоохранения Российской Федерации, Мерзликину Николаю Васильевичу, доктору медицинских наук, профессору, заведующему кафедрой того же учреждения; Манихасу Георгию Моисеевичу, доктору медицинских наук, главному врачу Санкт-Петербургского государственного бюджетного учреждения здравоохранения «Городской клинический онкологический диспансер», Ханевичу Михаилу Дмитриевичу, доктору медицинских наук, профессору, заместителю главного врача того же учреждения; Патютко Юрию Ивановичу, доктору медицинских наук, профессору, заведующему отделением федерального государственного бюджетного учреждения «Российский онкологический научный центр имени Н. Н. Блохина» Российской академии медицинских наук; Семеновой Ольге Павловне, кандидату технических наук, бывшему первому вице-президенту общества с ограниченной ответственностью "Группа компаний «Пожоборонпром»; Цыганову Дмитрию Игоревичу, доктору технических наук, профессору, начальнику отдела Российской академии наук | за разработку и внедрение инновационных технологий лечения опухолей печени и поджелудочной железы с использованием отечественной криохирургической техники |
| 17.   | Комарову Юрию Петровичу, главному конструктору отдела федерального государственного унитарного предприятия "Научно-производственное предприятие «Прогресс», руководителю работы, Аникину Евгению Сергеевичу, заместителю главного конструктора — заместителю заведующего отделом, Боброву Сергею Петровичу, кандидату технических наук, первому заместителю генерального директора, Зубареву Александру Викторовичу, кандидату технических наук, генеральному директору, Карасику Михаилу Исааковичу, советнику генерального директора по работе с предприятиями Северо-Западного региона, Ходаковой Светлане Яковлевне, кандидату технических наук, заведующей лабораторией, — работникам того же предприятия; Господинову Вячеславу Евгеньевичу, начальнику отдела открытого акционерного общества «Объединенная судостроительная корпорация»; Ефимову Владимиру Викторовичу, начальнику отдела открытого акционерного общества "Центральное конструкторское бюро морской техники «Рубин», Синякову Валерию Федоровичу, начальнику отдела того же акционерного общества; Кирюхину Алексею Владимировичу, доктору технических наук, директору по инновациям — руководителю лаборатории закрытого акционерного общества "Научно-производственное внедренческое предприятие «Турбокон» | за создание конструкций, технологий изготовления и организацию серийного производства типоряда прямоточных и угловых резинокордных патрубков пониженной жесткости |
| 18.   | Каманцеву Сергею Владимировичу, генеральному директору открытого акционерного общества «Машиностроительный концерн ОРМЕТО-ЮУМЗ», руководителю работы, Красовскому Анатолию Владимировичу, заместителю главного инженера, Соколову Сергею Олеговичу, заместителю генерального директора, — работникам того же акционерного общества; Григоровичу Константину Всеволодовичу, члену-корреспонденту Российской академии наук, профессору, заведующему лабораторией федерального государственного бюджетного учреждения науки Институт металлургии и материаловедения им. А. А. Байкова Российской академии наук; Дементьеву Андрею Владимировичу, кандидату экономических наук, управляющему партнеру филиала общества с ограниченной ответственностью «Юникорн Капитал Эдвайзерс» (Австрия) в городе Москве; Киссельману Михаилу Анатольевичу, кандидату технических наук, главному специалисту общества с ограниченной ответственностью "Научно-производственная фирма «КОМТЕРМ»; Кригеру Юрию Николаевичу, ведущему научному сотруднику открытого акционерного общества «[[Научно-производственное объединение „Центральный научно-исследовательский институт технологии машиностроения“, Левкову Леониду Яковлевичу, кандидату технических наук, заведующему лабораторией того же акционерного общества; Семенову Виктору Владимировичу, директору департамента Министерства промышленности и торговли Российской Федерации; Тарараксину Геннадию Константиновичу, генеральному директору закрытого акционерного общества „Энергомаш (Белгород) — БЗЭМ“ | за создание и промышленное освоение инновационной ресурсосберегающей технологии спецметаллургии для производства паропроводов острого пара и роторов турбогенераторов атомной и тепловой энергетики, высокостойких прокатных валков                                            |
| 19.   | Родионовой Ирине Гавриловне, доктору технических наук, заместителю директора Центра физической химии, материаловедения, биметаллов и специальных видов коррозии федерального государственного унитарного предприятия «Центральный научно-исследовательский институт чёрной металлургии им. И. П. Бардина», руководителю работы, Углову Владимиру Александровичу, кандидату технических наук, первому заместителю генерального директора того же предприятия; Долгих Ольге Вениаминовне, менеджеру Центра технического развития и качества Череповецкого металлургического комбината дивизиона „Северсталь Российская сталь“ открытого акционерного общества „Северсталь“, Павлову Сергею Игоревичу, начальнику производства того же комбината того же акционерного общества; Кирюшину Александру Анатольевичу, заместителю главного инженера открытого акционерного общества „АВТОВАЗ“, Тихонову Аркадию Константиновичу, доктору технических наук, профессору, советнику того же акционерного общества; Ласькову Сергею Алексеевичу, директору открытого акционерного общества „Магнитогорский металлургический комбинат“, Николаеву Олегу Анатольевичу, старшему менеджеру того же акционерного общества; Протасову Анатолию Всеволодовичу, кандидату технических наук, заведующему отделом открытого акционерного общества Акционерной холдинговой Компании „Всероссийский научно-исследовательский и проектно-конструкторский институт металлургического машиностроения имени академика Целикова“; Рябчикову Виктору Георгиевичу, начальнику бюро Технологического центра открытого акционерного общества „КАМАЗ“ | за разработку и освоение высококачественных экономичных автолистовых сталей нового поколения для обеспечения потребности отечественного автомобилестроения и повышения конкурентоспособности металлопродукции на мировом рынке                                                 |
| 20.   | Тестоедову Николаю Алексеевичу, члену-корреспонденту Российской академии наук, профессору, генеральному конструктору и генеральному директору открытого акционерного общества „Информационные спутниковые системы“ имени академика М. Ф. Решетнева]]», руководителю работы, Величко Александру Ивановичу, заместителю директора Отраслевого центра крупногабаритных трансформируемых механических систем Федерального космического агентства, Синьковскому Федору Константиновичу, заместителю директора — главному конструктору того же центра, Гупало Виктору Кузьмичу, начальнику цеха, Мироновичу Валерию Викентьевичу, Романову Анатолию Геннадьевичу, начальникам отделов, Трубкину Петру Ивановичу, заместителю начальника производства, — работникам того же акционерного общества; Андронову Александру Ивановичу, начальнику сектора открытого акционерного общества «Центральный научно-исследовательский институт специального машиностроения», Никитюку Виктору Александровичу, кандидату технических наук, начальнику сектора — заместителю начальника отдела того же акционерного общества | за разработку и организацию производства космических аппаратов серии «Экспресс — 1000» с улучшенными энергомассовыми характеристиками на основе облегченных и высокоточных конструкций                                                                                         |
| 21.   | Зубаткину Михаилу Николаевичу, директору и главному конструктору Камского филиала открытого акционерного общества «НПО Энергомаш имени академика В. П. Глушко», руководителю работы, Даминову Фирдинанту Рамазановичу, заместителю директора того же филиала, Куркову Александру Васильевичу, ведущему инженеру-конструктору, Скибину Сергею Александровичу, начальнику отдела, — работникам того же акционерного общества; Запевалову Сергею Викторовичу, заместителю генерального директора открытого акционерного общества «Протон — Пермские моторы»; Елисееву Вячеславу Владимировичу, кандидату технических наук, заместителю начальника отдела федерального государственного унитарного предприятия «Государственный космический научно-производственный центр имени М. В. Хруничева»; Новикову Игорю Константиновичу, кандидату технических наук, советнику руководителя Федерального космического агентства; Сидлерову Дмитрию Анатольевичу, доктору технических наук, начальнику отдела — заместителю начальника отделения государственного научного центра Российской Федерации — федерального государственного унитарного предприятия «Исследовательский центр имени М. В. Келдыша» | за разработку и внедрение современных технологий создания высоконадежных ракетных двигателей, обеспечивших повышение конкурентоспособности ракеты тяжелого класса |
| 22.   | Алимову Азату Миргасимовичу, доктору ветеринарных наук, профессору, заведующему кафедрой федерального государственного бюджетного образовательного учреждения высшего профессионального образования «Казанская государственная академия ветеринарной медицины имени Н. Э. Баумана», руководителю работы, Алиеву Марсу Шарифовичу, доктору ветеринарных наук, профессору, заведующему кафедрой, Кабирову Галимзяну Фазылзяновичу, доктору ветеринарных наук, профессору, ректору, — работникам того же учреждения; Андриановой Елене Николаевне, кандидату сельскохозяйственных наук, ведущему научному сотруднику Государственного научного учреждения Всероссийского научно-исследовательского и технологического института птицеводства Российской академии сельскохозяйственных наук; Ахметовой Лилии Тимерхановне, кандидату химических наук, заместителю директора по науке общества с ограниченной ответственностью «АНТ», Сибгатуллину Жалилу Жамиловичу, кандидату медицинских наук, директору того же общества с ограниченной ответственностью; Ефимову Дмитрию Николаевичу, кандидату сельскохозяйственных наук, директору федерального государственного унитарного предприятия племенного птицеводческого завода селекционно-генетического центра «Смена» Российской академии сельскохозяйственных наук | за разработку и внедрение технологий новых биологически активных субстанций из вторичных сырьевых источников пчеловодства и их практическое использование в птицеводстве |
| 23.   | Олтаржевской Наталии Дмитриевне, доктору технических наук, профессору, генеральному директору общества с ограниченной ответственностью «КОЛЕТЕКС», руководителю работы; Барсукову Юрию Андреевичу, доктору медицинских наук, профессору, главному научному сотруднику Научно-исследовательского института клинической онкологии федерального государственного бюджетного учреждения «Российский онкологический научный центр имени Н. Н. Блохина» Российской академии медицинских наук; Белгородскому Валерию Савельевичу, доктору социологических наук, профессору, ректору федерального государственного бюджетного образовательного учреждения высшего профессионального образования «Московский государственный университет дизайна и технологии»; Бойко Анне Владимировне, доктору медицинских наук, профессору, руководителю отдела федерального государственного бюджетного учреждения «Московский научно-исследовательский онкологический институт имени П. А. Герцена» Министерства здравоохранения Российской Федерации; Борисовой Людмиле Константиновне, генеральному директору общества с ограниченной ответственностью «АРИНА»; Егоровой Елене Алексеевне, доктору медицинских наук, профессору кафедры государственного бюджетного образовательного учреждения высшего профессионального образования «Московский государственный медико-стоматологический университет имени А. И. Евдокимова» Министерства здравоохранения Российской Федерации; Коровиной Марии Анатольевне, доктору технических наук, заместителю генерального директора общества с ограниченной ответственностью «НПО Текстильпрогресс Инженерной Академии», Кричевскому Герману Евсеевичу, доктору технических наук, профессору, генеральному директору того же общества с ограниченной ответственностью; Корытовой Луизе Ибрагимовне, доктору медицинских наук, профессору, руководителю отдела федерального государственного бюджетного учреждения «Российский научный центр радиологии и хирургических технологий» Министерства здравоохранения Российской Федерации; Полякову Павлу Юрьевичу, доктору медицинских наук, руководителю отделения государственного бюджетного учреждения здравоохранения Московской области «Московский областной научно-исследовательский клинический институт им. М. Ф. Владимирского» | за разработку, промышленное освоение и широкое внедрение в практику текстильных технологий для получения лечебных депо-материалов, обеспечивающих направленную доставку лекарств                                                                                               |
| 24.   | Пивоварову Виктору Федоровичу, академику, директору государственного научного учреждения Всероссийский научно-исследовательский институт селекции и семеноводства овощных культур Российской академии сельскохозяйственных наук, руководителю работы, Гинс Валентине Карловне, доктору биологических наук, Кононкову Петру Федоровичу, доктору сельскохозяйственных наук, профессорам, заведующим лабораториями, Гинсу Мурату Сабировичу, доктору биологических наук, профессору, заведующему отделом, — работникам того же учреждения; Высоцкому Валерию Александровичу, доктору сельскохозяйственных наук, профессору, главному научному сотруднику государственного научного учреждения Всероссийский селекционно-технологический институт садоводства и питомниководства Российской академии сельскохозяйственных наук, Куликову Ивану Михайловичу, академику, профессору, директору того же учреждения; Измайлову Андрею Юрьевичу, академику, директору государственного научного учреждения Всероссийский научно-исследовательский институт механизации сельского хозяйства Российской академии сельскохозяйственных наук; Ковалеву Николаю Георгиевичу, академику, профессору, директору государственного научного учреждения Всероссийский научно-исследовательский институт сельскохозяйственного использования мелиорированных земель Российской академии сельскохозяйственных наук, Рабинович Галине Юрьевне, доктору биологических наук, профессору, заведующей отделом того же учреждения | за научные основы отбора овощных, плодовых и ягодных культур с высокоэффективной антиоксидантной системой, инновационных технологий выращивания овощей, плодов, семян, посадочного материала и создания нового поколения функциональных пищевых продуктов                      |
| 25.   | Арутюняну Рафаэлю Варназовичу, доктору физико-математических наук, профессору, заместителю директора федерального государственного бюджетного учреждения науки Институт проблем безопасного развития атомной энергетики Российской академии наук; Пушкину Игорю Александровичу, доктору технических наук, профессору, заведующему кафедрой федерального государственного бюджетного образовательного учреждения высшего профессионального образования «[[Академия гражданской защиты Министерства Российской Федерации по делам гражданской обороны, чрезвычайным ситуациям и ликвидации последствий стихийных бедствий]]» в форме военного образовательного учреждения высшего профессионального образования; Аверину Виктору Сергеевичу, доктору биологических наук, доценту, директору республиканского научно-исследовательского унитарного предприятия «Институт радиологии»; Герасимовой Надежде Васильевне, первому заместителю председателя Комитета Государственной Думы по Регламенту и организации работы Государственной Думы; Косых Валерию Семеновичу, кандидату технических наук, заместителю генерального директора федерального государственного бюджетного учреждения "Научно-производственное объединение «Тайфун» — начальнику Федерального информационно-аналитического центра Федеральной службы по гидрометеорологии и мониторингу окружающей среды; Седневу Владимиру Анатольевичу, доктору технических наук, профессору кафедры федерального государственного бюджетного образовательного учреждения высшего профессионального образования «[[Академия Государственной противопожарной службы Министерства Российской Федерации по делам гражданской обороны, чрезвычайным ситуациям и ликвидации последствий стихийных бедствий]]»; Струеву Вячеславу Петровичу, доктору физико-математических наук, профессору, начальнику отделения — заместителю генерального директора федерального государственного унитарного предприятия «Крыловский государственный научный центр» | за разработку и внедрение методов и технологий обеспечения радиационной безопасности населения и территорий Российской Федерации |
| 26.   | Малютину Евгению Викторовичу, главному конструктору открытого акционерного общества «Авангард», руководителю работы, Горелому Константину Александровичу, генеральному директору, Жолудову Вильену Семеновичу, кандидату технических наук, советнику главного конструктора, — работникам того же акционерного общества; Асташкину Владимиру Михайловичу, доктору технических наук, профессору кафедры федерального государственного бюджетного образовательного учреждения высшего профессионального образования «Южно-Уральский государственный университет» (национальный исследовательский университет), Мишневу Максиму Владимировичу, кандидату технических наук, доценту кафедры того же учреждения; Бариновой Ларисе Степановне, кандидату химических наук, академическому советнику общероссийской общественной организации «Российская инженерная академия»; Иванкову Юрию Анатольевичу, кандидату технических наук, руководителю государственного бюджетного учреждения города Москвы по эксплуатации и ремонту инженерных сооружений «Гормост»; Корсунскому Александру Зиновьевичу, кандидату технических наук, техническому директору общества с ограниченной ответственностью «ПСФ ЭНЕРГО»; Спорыхину Борису Борисовичу, ведущему научному сотруднику закрытого акционерного общества «Теплоэнергосервис»; Сторожкову Юрию Павловичу, президенту некоммерческой организации — Ассоциации пече-трубостроителей и пече-трубопроизводителей России «РосТеплостройМонтаж» | за разработку нового поколения конструкций дымовых труб и газоходов из стеклопластика, освоение производства и внедрение их в практику строительства и жилищно-коммунального хозяйства                                                                                         |
| 27.   | Колчунову Виталию Ивановичу, академику Российской академии архитектуры и строительных наук, профессору, заведующему кафедрой федерального государственного бюджетного образовательного учреждения высшего профессионального образования «Юго-Западный государственный университет», руководителю работы, Булгакову Алексею Григорьевичу, доктору технических наук, профессору, Казакову Валерию Николаевичу, кандидату экономических наук, проректорам, — работникам того же учреждения; Баширову Хамиту Закировичу, генеральному директору общества с ограниченной ответственностью «Инжтрансмонолит»; Ерофееву Владимиру Трофимовичу, доктору технических наук, профессору, декану, заведующему кафедрой федерального государственного бюджетного образовательного учреждения высшего профессионального образования «Мордовский государственный университет им. Н. П. Огарева»; Римшину Владимиру Ивановичу, доктору технических наук, профессору, директору Института Жилищно-коммунального комплекса федерального государственного бюджетного образовательного учреждения высшего профессионального образования «Московский государственный строительный университет»; Сафонову Геннадию Анатольевичу, кандидату экономических наук, генеральному директору открытого акционерного общества «Орелагропромстрой»; Травушу Владимиру Ильичу, академику Российской академии архитектуры и строительных наук, профессору, заместителю генерального директора — главному конструктору открытого акционерного общества «Экспериментальный научно-проектный институт»; Федорову Виктору Сергеевичу, академику Российской академии архитектуры и строительных наук, профессору, заведующему кафедрой федерального государственного бюджетного образовательного учреждения высшего профессионального образования «Московский государственный университет путей сообщения»; Ярмаковскому Вячеславу Наумовичу, кандидату технических наук, заведующему лабораторией федерального государственного бюджетного учреждения «Научно-исследовательский институт строительной физики Российской академии архитектуры и строительных наук» | за теорию и практику строительства и реконструкцию энергоресурсосберегающих социально ориентированных жилых и общественных зданий с заданным уровнем безопасности в малых и средних городах России                                                                             |
| 28.   | Петрухину Валерию Петровичу, доктору технических наук, профессору, директору Научно-исследовательского, проектно-изыскательского и конструкторско-технологического института оснований и подземных сооружений им. Н. М. Герсеванова открытого акционерного общества "Научно-исследовательский центр «Строительство», руководителю работы, Ибрагимову Мидехатю Насибуловичу, кандидату технических наук, ведущему научному сотруднику, Мозгачевой Ольге Анатольевне, главному специалисту, Шулятьеву Олегу Александровичу, кандидату технических наук, доценту, заместителю директора, Ястребову Петру Ивановичу, кандидату технических наук, ведущему научному сотруднику, — работникам того же института; Малицкому Владимиру Семеновичу, генеральному директору общества с ограниченной ответственностью "Институт «Каналстройпроект»; Манукяну Артуру Ванушевичу, доктору технических наук, заместителю генерального директора — техническому директору открытого акционерного общества «Концерн МонАрх»; Попсуенко Ивану Константиновичу, кандидату технических наук, директору общества с ограниченной ответственностью «Элитгеотехник»; Семкину Вадиму Валентиновичу, кандидату технических наук, генеральному директору общества с ограниченной ответственностью фирма «Балтий»; Тер-Мартиросяну Завену Григорьевичу, доктору технических наук, профессору, заведующему кафедрой федерального государственного бюджетного образовательного учреждения высшего профессионального образования «Московский государственный строительный университет» | за теорию и практику регулирования напряженно-деформированного состояния грунтового массива при новом строительстве и реконструкции в условиях плотной городской застройки |
| 29.   | Тихоновичу Игорю Анатольевичу, академику, профессору, директору государственного научного учреждения Всероссийский научно-исследовательский институт сельскохозяйственной микробиологии Российской академии сельскохозяйственных наук, руководителю работы, Долгих Елене Анатольевне, кандидату биологических наук, ведущему научному сотруднику того же учреждения; Варламову Валерию Петровичу, доктору химических наук, профессору, заведующему лабораторией федерального государственного бюджетного учреждения науки Центра «Биоинженерия» Российской академии наук, Ильиной Алле Викторовне, кандидату химических наук, ведущему научному сотруднику, Скрябину Константину Георгиевичу, академику, профессору, директору, — работникам того же учреждения; Албулову Алексею Ивановичу, доктору биологических наук, профессору, заведующему отделом государственного научного учреждения Всероссийский научно-исследовательский и технологический институт биологической промышленности Российской академии сельскохозяйственных наук, Самуйленко Анатолию Яковлевичу, академику, профессору, директору того же учреждения; Антонову Сергею Федоровичу, кандидату химических наук, начальнику отдела федерального государственного унитарного предприятия «Государственный научно-исследовательский институт особо чистых биопрепаратов» Федерального медико-биологического агентства; Большакову Игорю Николаевичу, доктору медицинских наук, профессору кафедры государственного бюджетного образовательного учреждения высшего профессионального образования «Красноярский государственный медицинский университет имени профессора В. Ф. Войно-Ясенецкого» Министерства здравоохранения Российской Федерации; Братской Светлане Юрьевне, доктору химических наук, заведующей лабораторией федерального государственного бюджетного учреждения науки Институт химии Дальневосточного отделения Российской академии наук | за получение производных хитина и препаратов на их основе для применения в сельском хозяйстве, медицине, пищевой промышленности и биотехнологии |
| 30.   | Щитову Виктору Николаевичу, доктору технических наук, главному инженеру — первому заместителю генерального директора федерального государственного унитарного предприятия «Центральный научно-исследовательский институт точного машиностроения», руководителю работы, Семизорову Дмитрию Юрьевичу, генеральному директору, Чиликину Виктору Ивановичу, заместителю начальника отдела, — работникам того же предприятия; Голованову Михаилу Юрьевичу, начальнику бюро Конструкторско-технологического центра N 40 открытого акционерного общества "Научно-производственное объединение «Ижмаш», Широбокову Юрию Алексеевичу, заместителю главного конструктора того же центра того же акционерного общества; Копченову Сергею Владимировичу, кандидату технических наук, начальнику отдела Военно-научного комитета Вооруженных Сил Российской Федерации; Майкову Борису Петровичу, начальнику отдела открытого акционерного общества «Красногорский завод им. С. А. Зверева»; Махнину Андрею Владимировичу, заместителю главного инженера — главному конструктору открытого акционерного общества «Завод им. В. А. Дегтярева», Негруленко Вячеславу Ивановичу, бывшему ведущему инженеру-конструктору того же акционерного общества; Осыко Михаилу Владимировичу, начальнику отдела Министерства обороны Российской Федерации | за комплекс работ по созданию и производству системы снайперского вооружения силовых структур Российской Федерации |